# مینا (نام کوچک)
مینا یک نام کوچک است. افراد شاخص با این نام از این قرارند:
- مینا کشورکمال، بنیان‌گذار جمعیت انقلابی زنان افغانستان
- مینا احدی، عضو کمیته مرکزی حزب کمونیست کارگری ایران
- مینا لاکانی، بازیگر سینما و تئاتر ایرانی
- مینا علیزاده، قایقران ایرانی
- مینا (خواننده)، هنرپیشه و خواننده اهل ایتالیا
- مینا ساداتی، بازیگر سینما و تلویزیون

##### مصری:
نام مردانه که از زبان قبطی (Ⲙⲏⲛⲁ) برگرفته شده است؛ و به معنای فرد قاطع و متهد می‌باشد.
توسط مصری های قبطی مسیحی استفاده می‌شود.

##### چینی:
نام زنانه در چینی که به صورت های  米娜, 蜜娜 و 密娜 نوشته می‌شود.

##### خمر(کامبوج):
نام دوجنسه در خمر که به معادل ماه مارس تقویم میلادی است. به صورت មីនា نوشته میشد

##### پشتو:
(پشتو: مینه) نام زنانه که به معنای عاشق و یا عشق می‌باشد.
نام مردانه این اسم میين است.

##### هندی:
نام زنانه هندی
https://en.wikipedia.org/wiki/Mina_(given_name)
1. ↑  "Mina (given name)". Wikipedia (به انگلیسی). 2025-05-23.